# Little Shoe

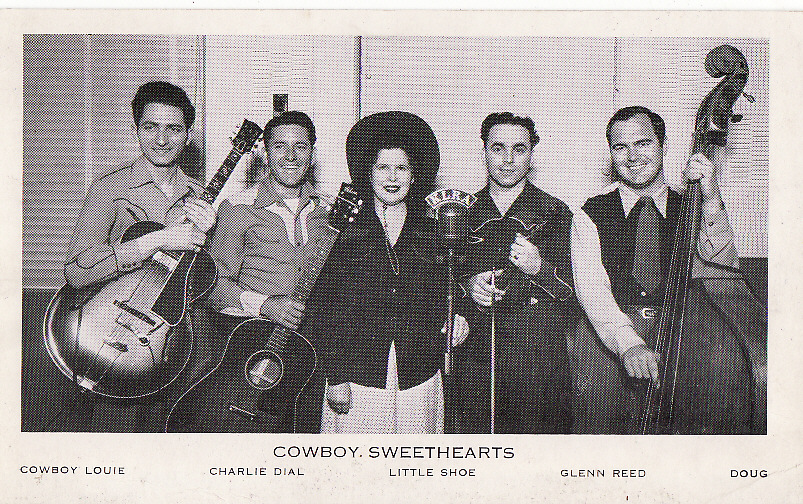
Little Shoe (Mitte) und die Cowboy Sweethearts, ca. 1946

Little Shoe (* 26. Januar 1910 als Alma Crosby; † unbekannt) war eine US-amerikanische Country-Musikerin. Sie war Begründerin und Produzentin des Arkansas Jamboree Barndances auf KRLA.

## Leben

### Anfänge
Geboren 1910, spielte Little Shoe, zu diesem Zeitpunkt noch unter ihrem bürgerlichen Namen, in Frankie Mores Log Cabin Boys, die Ende der 1930er-Jahre Teil des WWVA Jamborees aus Wheeling, West Virginia, waren. Mit ihrer Tante, bekannt als Cousin Emmy, trat Little Shoe auch von Zeit zu Zeit im Jamboree auf. 1941 verließ Little Shoe die Band und gründete die Polka Dot Girls, eine Gruppe die nur aus Frauen bestand und während der Zeit des Zweiten Weltkrieges zusammenblieb.
In den 1940er-Jahren zog Little Shoe viel durchs Land und machte an vielen verschiedenen Radiostationen halt, unter anderem KMOX (St. Louis, Missouri), WJBC (Bloomington, Illinois) und weiteren.

### In Little Rock
Während ihres Aufenthaltes bei KMBC in Kansas City entschloss sich Little Shoe dazu, eine eigene Barn Dance Show aufzustellen. Sie stellte verschiedenen Sendern ihr Konzept vor, die jedoch alle ablehnten. Nachdem sie aus Indiana mit ihrer neuen Band, den Cowboy Sweethearts, zurückgekehrt war, spielte sie der Leitung KLRAs in Little Rock, Arkansas, vor und wurde engagiert. Auch ihre Idee der Barn Dance Show wurde in Little Rock umgesetzt. 1946 feierte der Arkansas Jamboree Barndance Premiere und etablierte sich in den nächsten Jahren zu einer erfolgreichen Show in Arkansas. Little Shoe fungierte als Produzentin und führte auch jeden Samstagabend durch die Show.
Die Cowboy Sweethearts bestanden zu Beginn des Arkansas Jamboree Barndances neben Little Shoe (Gesang/Gitarre) aus ihrem Mann Charlie Dial (Gitarre), Fiddlin‘ Bill (Fiddle), Little Boy Blue und Hank (Klavier). Die Gruppe war jedoch von häufigen Besetzungsänderungen geprägt; insgesamt waren unter anderem auch Sammy Barnhart, Roy Hodge, Bill Brantley, „Vic der Akkordeon-Spieler“, Ezzie Nickerbocker, Cowboy Louie, Glenn Reed und ein Bassist namens Doug zeitweise Mitglied der Gruppe.
Little Shoe hatte Mitte der 1940er-Jahre auch eine Kindersendung auf KLRA, die sie mit ihrem Mann moderierte und auch Nita Lynn einschloss. Bis ungefähr 1949 hielt es Little Shoe in Little Rock; 1954 hatte bereits Chick Adams die Produktion des Arkansas Jamboree Barndances übernommen, der nun besser unter dem Namen Barnyard Frolic bekannt war.
Nach 1949 verliert sich die Spur Little Shoes.